# فنلندا الوسطى
فنلندا الوسطى (بالفنلندية: Keski-Suomi) (بالسويدية: Mellersta Finland)، إقليم فنلندي. سابقاً بين عامي 1956 و 1997 كانت هنالك مقاطعة تسمى أيضاً فنلندا الوسطى. عاصمة الإقليم والمقاطعة السابقة هي مدينة يوفاسكولا.
على الرغم من اسمه، فإن إقليم فنلندا الوسطى ليس المركز الجغرافي لفنلندا، ولكنه في وسط الجزء الجنوبي منها.
انقرضت اللهجات المحكية في الإقليم الآن، لدرجة أن الكثير من الناس يتحدثون مثل اللغة المكتوبة.